# جرج نواک
جرج ادوارد نواک (به انگلیسی: George Novack) (زادۀ ۵ اوت ۱۹۰۵ – درگذشتۀ ۳۰ ژوئیه ۱۹۹۲) نویسندهٔ تروتسکیست آمریکایی بود. وی دبیر سراسری کمیتهٔ آمریکایی برای دفاع از لئون تروتسکی و کمیتهٔ دفاع از حقوق مدنی بود.
از او آثاری درباره فلسفهٔ مارکسیستی به جا مانده است.

## آثار ترجمه‌شده به فارسی
تاکنون آثار زیر از جرج نواک به زبان فارسی ترجمه و منتشر شده‌است.
- نواک، جورج، در راه آزادی، ترجمۀ منوچهر روشن‌ضمیر، [بی جا]: مشعل، ۱۳۵۳؛ ۳۶ ص.
- ن‍واک‌، ج‍ورج‌ ادوارد، آشنایی با منطق مارکسیسم، ترجمۀ پرویز بابایی، تهران: روزآمد‏‫، ۱۳۹۵؛ ‏‫۱۸۷ ص.‬‬
  - ن‍واک‌، ج‍ورج‌ ادوارد، درآمدی بر منطق مارکسیسم، ترجمۀ علیرضا نجمی، ویراستار احسان نژادیان، تهران: شرکت انتشارات لحظه، ‏‫۱۳۹۸؛ ‏‫۱۹۵ ص.‬
  - ن‍واک‌، ج‍ورج‌، م‍ق‍دم‍ه‌ای‌ ب‍ر م‍ن‍طق‌ م‍ارک‍س‍ی‍س‍م‌، ت‍رج‍م‍ۀ س‍ی‍اوش‌ ن‍واب‌، ت‍ه‍ران‌: [بی نا]، [بی تا]؛ ص‌ ۱۵۷.
- ن‍واک‌، ج‍ورج‌ ادوارد، برخورد آراء و عقاید در فلسفۀ مارکسیستی، ترجمۀ پرویز بابایی، تهران: نگاه‏‫، ۱۳۹۹؛ ۴۱۳ ص.‬
- ن‍واک‌، ج‍ورج‌ ادوارد، دموکراسی و انقلاب: از یونان باستان تا سرمایه‌داری مدرن، ترجمۀ پرویز بابایی، تهران: نگاه، ‏‫۱۳۹۳؛ ‏‫۴۰۰ ص.
- ن‍واک‌، ج‍ورج‌ ادوارد، اومانیسم و سوسیالیسم، ترجمۀ پرویز بابایی، تهران: روزآمد‏‫، ۱۳۹۶؛ ‏‫۱۸۳ ص.‬‏
- نواک، جورج ادوارد، بنیادهای ماتریالیسم، ترجمۀ پرویز بابایی، تهران: آزادمهر ، ۱۳۸۵؛ ۲۵۶ ص.
- ن‍واک‌، ج‍ورج‌ ادوارد، ف‍ل‍س‍ف‍ۀ ت‍ج‍رب‍ه‌گ‍را: از لاک‌ ت‍ا پ‍وپ‍ر، ت‍رج‍م‍ۀ پ‍روی‍ز ب‍اب‍ای‍ی‌، ت‍ه‍ران‌: آزادم‍ه‍ر‏‫‏، ۱۳۸۴؛ ۱۳۵ ص.
- ن‍واک‌، ج‍ورج‌ ادوارد، ن‍ظری‌ گ‍س‍ت‍رده‌ ب‍ر ت‍اری‍خ (یک بررسی ماتریالیستی)، ت‍رج‍م‍ۀ نادر آوینی، نیویورک: فانوس‏‫، ۱۳۵۷ (ک‍رم‍ان‌: ش‍رک‍ت‌ ن‍ش‍ر ف‍ان‍وس‌، ۱۳۵۷)؛ ‏‫۶۰ ص.‬
  - ن‍واک‌، ج‍ورج‌ ادوارد، ن‍ظری‌ گ‍س‍ت‍رده‌ ب‍ر ت‍اری‍خ‌، ت‍رج‍م‍ۀ م‍س‍ع‍ود ص‍اب‍ری‌، ت‍ه‍ران‌: طلای‍ه‌ پ‍رس‍و‏‫، ۱۳۸۰؛ ‏‫۷۲ ص.
- ن‍واک‌، ج‍ورج‌ ادوارد، نسل‌کشی سرخپوستان: نقش آن در صعود سرمایه‌داری در ایالات متحده، ترجمۀ مسعود صابری، تهران: طلایه پرسو‏‫، ۱۳۸۶؛ ‏‫۷۳ ص.‬
- نواک، جرج، پویش انقلابیِ رهایی زنان، ترجمه‌ی رضا اسپیلی، نشر الکترونیکی روزگار، ۱۳۸۹؛ ۱۷ص.[۲]